# Jean Baptiste Van Eycken (peintre 1800-1861)
Ne doit pas être confondu avec Jean Baptiste Van Eycken (peintre 1809-1853).
Jean Baptiste Van Eycken, né à Bruxelles le 22 juin 1800 et mort dans la même ville le 20 février 1861, est un peintre belge connu pour ses scènes de genre, ses vues de villes et ses paysages.
Il est le cousin germain de son homonyme, Jean Baptiste Van Eycken (1809-1853), peintre d'histoire et de scènes religieuses, avec lequel il est parfois confondu.
Il expose régulièrement aux Salons triennaux belges et aux Expositions des maîtres vivants aux Pays-Bas. 
Quelques-unes de ses œuvres sont notamment conservées au Rijksmuseum Amsterdam.

## Biographie

### Famille
Jean Baptiste Van Eycken, né rue Chair et Pain à Bruxelles le 22 juin 1800, est le fils d'Adrien Joseph Van Eycken (1772-1848), natif de Sterrebeek, boulanger, venu se fixer à Bruxelles en 1792, et de Barbe Ips (1776-1854), née à Woluwe-Saint-Lambert, où ils se sont mariés le 10 août 1798. 
Alors habitant à la rue Notre-Dame, 7e section, à Bruxelles, et ayant satisfait à ses obligations de milice, Jean Baptiste Van Eycken épouse dans cette ville le 17 juin 1840 Jacqueline Devos, fille de boutique, née à Meerle le 16 juillet 1817 et morte à Bruxelles le 30 juillet 1842.
Leur fille unique, Pauline Van Eycken, née à Bruxelles le 20 août 1841, y épouse, en 1862, le brasseur, historien et généalogiste bruxellois Désiré van der Meulen, mort à Bruxelles le 8 septembre 1869 . Ils n'ont pas d'enfant. Pauline épouse en secondes noces à Bruxelles en 1873 Henri Smeesters, rentier à Bruxelles. Elle meurt à Saint-Gilles le 1er octobre 1883.

### Formation
Jean Baptiste Van Eycken est, en 1821, l'élève du peintre paysagiste Pierre-Jean Hellemans.

### Carrière

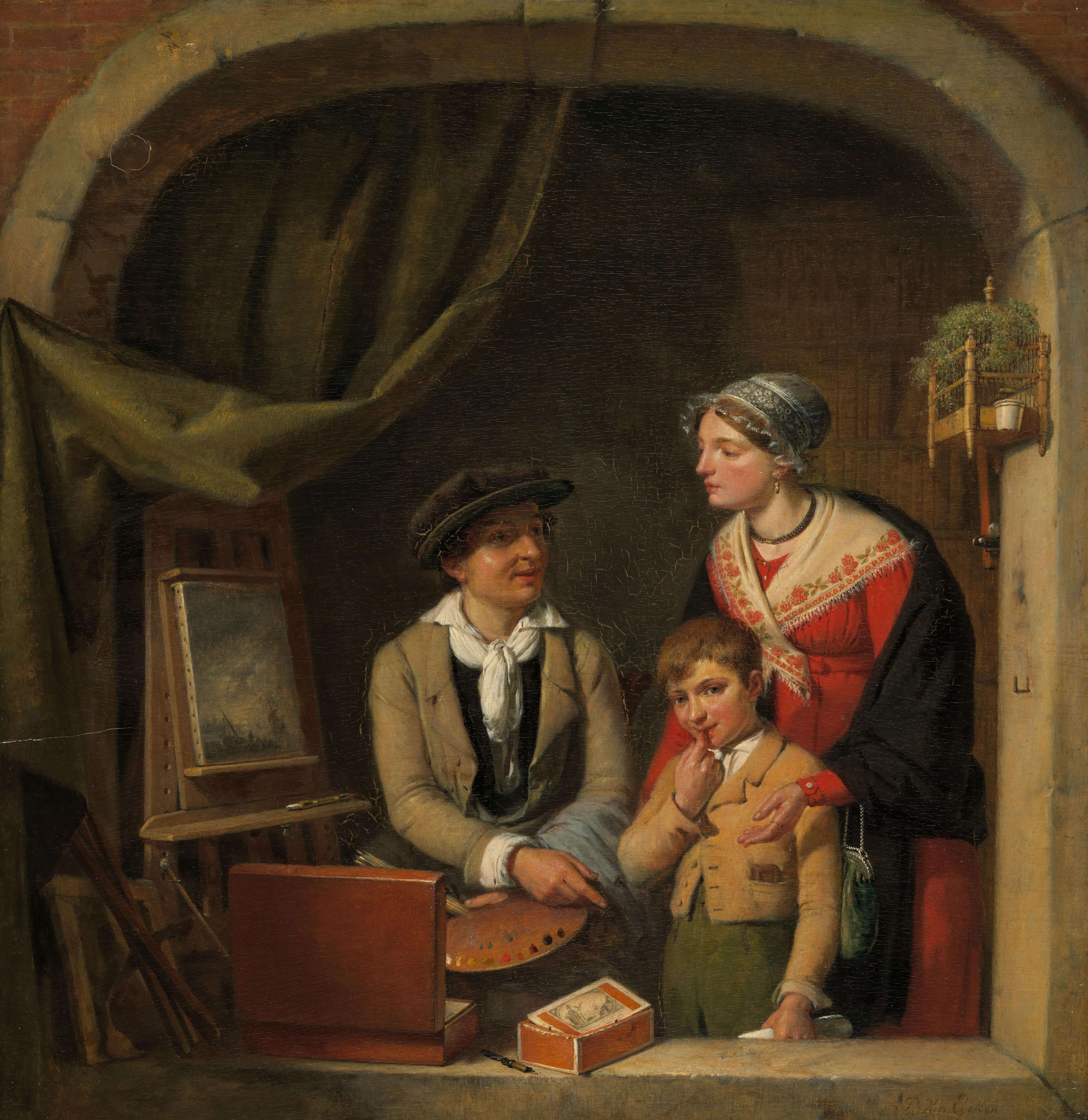
Devenir un peintre (1825-1827) par Jean Baptiste Van Eycken, Rijksmuseum Amsterdam.

Pour la première fois, il expose au Salon de Bruxelles de 1821. Il participe ensuite à plus de trente Salons triennaux belges, de même qu'à plusieurs expositions à Douai, Arras, Lille et Valenciennes. Il expose également au Salon de Paris de 1838 et à plusieurs Expositions des maîtres vivants aux Pays-Bas.
Au Salon de Bruxelles de 1827, il propose La Chanson qui obtient, par 23 voix contre 7, l'accessit pour la peinture de genre, sujet libre. L'œuvre est décrite comme suit : « Tandis qu'une campagnarde explique le sens d'une chanson qu'elle a rapportée du marché, un espiègle glisse une grenouille dans son panier ».
Jean Baptiste Van Eycken meurt, à l'âge de 60 ans, rue d'Anderlecht no 143 à Bruxelles le 20 février 1861.

## Œuvre

### Caractéristiques
Son champ pictural couvre essentiellement les scènes de genre, les vues de ville et les paysages. Ses premières œuvres sont des vues de Bruxelles et de ses environs. Cependant, dans la lignée des anciens petits maîtres flamands, il se spécialise, dès 1830, dans la représentation de la vie quotidienne teintée de bonhomie .
Signe : J B Van Eycken

### Expositions

#### Belgique

##### 1821 - 1839
- Salon de Bruxelles de 1821 : Vue de Schaerbeek au mois de septembre[10].
- Salon d'Anvers de 1822 : Vue de l'Hôtel de ville de Bruxelles[15].
- Salon de Gand (XIIe) de 1823 : Paysage, vue au centre de Boitsfort près de Bruxelles, avec figures et Paysage, vue d'une partie d'Uccle aux environs de Bruxelles, avec figures[16].
- Salon de Bruxelles de 1824 : Vue de la place de la Régence et de l'hôtel de la Régence[17].
- Salon de Bruxelles de 1827 : La Chanson (accessit pour la peinture de genre, sujet libre)[12].
- Salon d'Anvers de 1828 : Site montagneux, sur le devant trois chasseurs accompagnés d'un guide en conversation avec une campagnarde[18].
- Salon de Gand (XIVe) de 1829 : Site montagneux avec figures, Des braconniers en repos et Une laitière flamande[19].
- Salon de Bruxelles de 1830 : Une marchande de crabes dans un cabaret et Une récréation villageoise[20].
- Salon de Gand (XVe) de 1832 : Repos de chasseurs, La Laitière surprise et Le Puits de village[21].
- Salon de Bruxelles de 1833 : Chasseurs en repos, Le Retour des champs, Le Coup imprévu et Un cordonnier[22].
- Salon d'Anvers de 1834 : Les Ruines de l'église de l'abbaye de Villers, Le Retour du marché, Le Pèlerin et La Fruitière[23].
- Salon de Gand (XVI) de 1835 : Une partie des ruines de Villers[24].
- Salon de Bruxelles de 1836 : Un repas de campagne, Le Coup de briquet, Le Puits et Le Médecin empirique[25].
- Salon de Gand (XVII) de 1838 : Repos de chasseurs et Le Cordonnier galant[26].

##### 1840 - 1861
- Salon d'Anvers de 1840 : Une visite à la nourrice[27].
- Salon de Bruxelles de 1842 : Le Cordonnier galant et Le Musicien du village[28].
- Salon d'Anvers de 1843 : Une fruitière flamande[29].
- Salon de Gand (XIX) de 1844 : Pêcheurs de Blankenberge[30].
- Salon de Bruxelles de 1845 : La Fruitière, La Fête de la marraine et La Marchande de poissons[31].
- Salon d'Anvers de 1846 : Le Ménétrier et La Lecture[32].
- Salon de Gand (XX) de 1847 : La Leçon de catéchisme[33].
- Salon de Bruxelles de 1848 : Chasseurs au repos, La Lecture de la bonne nouvelle et La Fruitière flamande[34].
- Salon d'Anvers de 1849 : Le Braconnier galant[35].
- Salon de Gand (XXe) de 1850 : La Prise de tabac[36].
- Salon de Bruxelles de 1851 : La Leçon de catéchisme et Le Braconnier galant[37].
- Salon d'Anvers de 1852 : La Politique et Une marchande de poissons[38].
- Salon de Gand (XXIIe) de 1853 : Le Repos des chasseurs[39].
- Salon de Bruxelles de 1854 : La Bible et Le Jardinier galant[40].
- Salon d'Anvers de 1855 : Le Cordonnier galant[41].
- Salon de Gand (XXIIIe) de 1856 : Le Jardinier galant[42].
- Salon d'Anvers de 1858 : Le Marchand de fruits et La Marchande de poissons[43].
- Salon de Gand (XXIVe) de 1859 : Le Musicien de village[44].

#### France
- Salon de Douai de 1823 : Vue sur les hauteurs de Boistfort, près de Bruxelles et Vue au centre de Boitsfort[45].
- Salon de Douai de 1827 : Vue de l’Hôtel-de-Ville de Bruxelles, prise au soleil levant et Deux chasseurs allument leurs pipes[45].
- Salon de Douai de 1829 : Le Retour du bûcheron flamand et Le Rendez-vous des chasseurs[45].
- Salon de Douai de 1831 : Une partie de chasse, Un volontaire blessé à Diegem, près de Bruxelles et Un volontaire belge blessé dans un faubourg de Bruxelles[45].
- Salon de Douai de 1833 : Un pèlerin et une laitière flamande et Un fruitier flamand[45].
- Salon de Valenciennes de 1833 : Une marchande de poissons flamande et Chasseurs au repos[45].
- Salon de Lille de 1834 : Repos des chasseurs et Ruines d'une chapelle dans les Ardennes[45].
- Salon de Valenciennes de 1835 : Ruines d'une chapelle dans les Ardennes[45].
- Salon de Douai de 1837 : Un fruitière flamande[45].
- Salon à Arras de 1838 : Fruitière flamande et Ruine de l'abbaye de Villers[45].
- Salon de Paris de 1838 : Un sapeur, rentrant dans sa famille, raconte ses campagnes[45].

#### Pays-Bas
- Exposition des maîtres vivants à Amsterdam en 1824 : Un marchand de poissons et Un enfant jouant avec un oiseau[11].
- Exposition des maîtres vivants à La Haye en 1825 : Un marchand de fruits et Vue de l'Hôtel de ville de Bruxelles[11].
- Exposition des maîtres vivants à Haarlem en 1825 : Enfants jouant avec un chat[11].
- Exposition des maîtres vivants à Amsterdam en 1826 : La Découverte du Minnehandel et Un garçon jouant avec un poisson rouge[11].
- Exposition des maîtres vivants à La Haye en 1827 : Une marchande de fruits et Une femme amenant son fils chez un peintre[11].
- Exposition des maîtres vivants à Amsterdam en 1828 : Un marchand de fruits, Deux pêcheurs flamands et un marchand de fruits, Un chasseur demande son chemin à la femme d'un fermier et Chasseurs au repos dans un paysage[11].
- Exposition des maîtres vivants à Amsterdam en 1830 : Une marchande de fruits, Un marchand de poissons et Un père enseignant à son fils[11].

### Collection muséale
- Rijksmuseum Amsterdam : Devenir un peintre (1825-1827), huile sur bois format 30 × 28,5 cm, inventaire no SKA1035, acquis en 1827[46].